# Lee Know
Lee Min-ho (en hangul, 이민호; en hanja, 李旻浩; romanización revisada, I Min-ho; McCune-Reischauer, Yi Minho; Gimpo, 25 de octubre de 1998), más conocido como Lee Know (리노), es un cantante y bailarín surcoreano. Es popularmente conocido por ser parte del grupo Stray Kids. 

## Biografía y carrera

### 1998-2018: Primeros años e inicios en su carrera musical
Lee nació en Gimpo el 25 de octubre de 1998. Es hijo único, y asistió al jardín de infantes Montessori y a la Gimpo Jeil Technical High School. Su interés por el baile inició cuando asistía a la secundaria, a menudo veía prácticas de baile y trataba de recrear los movimientos. Le llamó la atención cómo podía mover su cuerpo, y esto llevó a Lee a interesarse en la danza con más profundidad. Se unió a un grupo de baile y luego se convirtió en bailarín de respaldo.
Antes de su debut como miembro de Stray Kids, Lee audicionó varias veces, por ejemplo para la agencia Cube Entertainment, luego apareció en un episodio Nat Geo People. Durante un tiempo, fue bailarín de apoyo en varias presentaciones de BTS y también actuó con ellos en una gira. Posteriormente, recibió una llamada de JYP Entertainment, ofreciéndole una audición, mientras trabajaba como bailarín y participaba en competencias de baile. Sin embargo, no recibió ninguna respuesta. Como no hubo noticias de la compañía durante mucho tiempo, concluyó que no aprobó su audición y siguió con su vida cotidiana. Y solo unos años después, JYP contactó a Lee y lo invitó a unirse a la compañía. De todos los miembros del grupo, fue el aprendiz con menos tiempo de entrenamiento.
En agosto de 2017, se anunció que JYP junto con Mnet estaban preparando un nuevo reality show, que tenía como objetivo formar un grupo de chicos. La peculiaridad de este programa fue que desde el principio el grupo ya estaba formado y el objetivo de los chicos era debutar con nueve integrantes. Poco antes de debutar, eligió un nombre artístico. Explicó que muchas celebridades de la industria llevaban su mismo nombre, por lo que eligió uno nuevo. Lee debutó como integrante de Stray Kids con el lanzamiento del EP I Am Not el 26 de marzo de 2018.

### 2020-presente: Actividades en solitario
Desde el 24 de noviembre de 2020 fue invitado habitual del programa de radio Day6 Kiss the Radio junto con Seungmin. Él, junto a Jungwoo de NCT, se unieron a Kim Min-ju como presentadores del programa Show! Music Core. El primer episodio con los nuevos presentadores se emitió el 14 de agosto de 2021. En el mismo mes, apareció en dos episodios del programa The Fishermen and the City, donde Lee junto a Jaehyo de Block B, Ha Sung-woon, Kim Woo-seok de Up10tion, Park Woo-jin de AB6IX, Juyeon de The Boyz y Yunho de Ateez, pescaron en parejas con pescadores profesionales. El equipo de Lee Know obtuvo el primer lugar, capturando 11 peces. El 16 de diciembre, se convirtió en un invitado regular de la segunda temporada de Idol Dictation Contest con Lee Mi-joo, Boom, Choi Ye-na, Eunhyuk de Super Junior, Ravi de VIXX, Jaejae y Lee Jin-ho.

## Discografía

### Composiciones
| Canción                                                         | Año  | Álbum      | Artista    | Letras     | Letras                   | Música     | Música                                 |
| Canción                                                         | Año  | Álbum      | Artista    | Acreditado | Con                      | Acreditado | Con                                    |
| --------------------------------------------------------------- | ---- | ---------- | ---------- | ---------- | ------------------------ | ---------- | -------------------------------------- |
| «Glow»                                                          | 2018 | Mixtape    | Stray Kids | Yes        | Changbin, Felix          | No         | —                                      |
| «Wow» (Lee Know, Hyunjin, Felix)                                | 2020 | Go Live    | Stray Kids | Yes        | Hyunjin, Felix, Kass     | No         | —                                      |
| «Surfin'»                                                       | 2021 | Noeasy     | Stray Kids | Yes        | Changbin, Felix          | Yes        | Changbin, Felix, Versachoi             |
| «Waiting for Us» (피어난다; Bang Chan, Lee Know, Seungmin, I.N) | 2022 | Oddinary   | Stray Kids | Yes        | Bang Chan, Seungmin, I.N | Yes        | Bang Chan, Seungmin, I.N, Nickko Young |
| «Taste» (Lee Know, Hyunjin, Felix)                              | 2022 | Maxident   | Stray Kids | Yes        | Hyunjin, Felix           | Yes        | Bang Chan, Hyunjin, Felix              |
| «Limbo» (나지막이)                                              | 2023 | SKZ-Replay | Stray Kids | Yes        | HotSauce                 | Yes        | HotSauce                               |

## Filmografía

### Programas de televisión
| Año  | Título                     | Cadena    | Nota(s)     |
| ---- | -------------------------- | --------- | ----------- |
| 2017 | Stray Kids                 | Mnet      | Competidor  |
| 2021 | Kingdom: Legendary War     | Mnet      | Competidor  |
| 2021 | The Fishermen and the City | Channel A | Invitado    |
| 2021 | Show! Music Core           | MBC TV    | Presentador |